# Куин Мод (планина)
Хребета Куин Мод (Кралица Мод) (на норвежки: Dronning Mauds Fjell; на английски: Queen Maud Mountains) е мощна планинска система, част от Трансантарктическите планини, разположена южно от най-големия на Земята шелфов ледник Рос. Простира се от северозапад на югоизток на протежение окола 400 km, ширина до 200 km. Основата на планината е изградена от горнопротерозойски шисти, припокрити с лавови наслаги, над които са разположени палеозойски седименти. Състои се от множество хребети и по-малки планини с различно направление и разположение.
- Западната част на планината Куин Мод: хребетите – Комонуелт (144 km, 4084 m), Доминион (48 km, 2955 m), Хърбърт, Хюз (72 km, връх Каплан 4230 m, 84°33′ ю. ш. 175°19′ и. д. / 84.55° ю. ш. 175.316667° и. д.), Кюарлс (2550 m); планините – Бъртън, Буш, Гросвенор, Ла Горс (37 km), Роусън (2780 m)
- Централната част на планината Куин Мод: хребета Съпуртес (40 km, 3422 m), планината Приц Олаф (4085 m)
- Източната част на планината Куин Мод: планините – Готик (32 km, 2200 m), Хейс, Таплей.

Между хребетите и планинските масиви, надолу към шелфовия ледник Рос се спускат мощни планински ледници, водещи началото си от Антарктическото плато: Бирдмор, Каньон, Рамса, Коско, Шакълтън, Уейд, Лив, Строма, Аксел Хайберг, Девилс, Амундсен, Скот, Олбанес и др.
Западните части на планината са открити и частично топографски заснети от британските експедиции (1907 – 09 и 1910 – 12), възглавявани съответно от Ърнест Шакълтън и Робърт Скот, а централните части – от норвежката експедиция (1910 – 12) начело с Руал Амундсен. След това двете американски антарктически експедиции (1933 – 35 и 1939 – 41), ръководени от Ричард Бърд извършват мащабни аерофотозаснемания на планината, на базата на които тя е картирана. От 1950 до 1970 г. новозеландски въздушни екипи изпълняват нови и модерни аерофотозаснемания и на тяхна основа всичките части на планината са детайлно картирани.
- Северозападната част на планината Куин Мод – хребетите Комонуелт, Хюз и Съпуртес; планините Буш и Бъртън
- Централната част на планината Куин Мод – планините Буш и Принц Олаф
- Източната част на планината Куин Мод – хребетите Кюарлс и Хърбърт; планините Таплей и Хейс